# Don Miguelo
Miguel Ángel Valerio Lebrón (San Francisco de Macorís, 27 de agosto de 1981) más conocido por su nombre artístico Don Miguelo, es un rapero y cantante dominicano de reguetón.

## Carrera
Don Miguelo es un cantante de San Francisco de Macoris, República Dominicana. Ganó la categoría de Artista Revelación en los Premios Casandra 2006  gracias al éxito de su primer éxito con la canción “Que Tu Quieres” más conocida como “La Cola De Motora” producida por el mismo Don Miguelo de su primer disco “Contra El Tiempo”. Más tarde confesaría que el éxito de esta canción incluso lo sorprendió a sí mismo.  Este disco fue mezclado y creado en República Dominicana e incluye el trabajo de Rafy Mercenario, Frank Reyes y Monchy & Alexandra.
En la versión 2012 de los Premios Casandra actuó en la ceremonia de apertura  y ganó la categoría de Mejor Artista Urbano.  Por recibir su segundo premio Casandra, el alcalde de su natal San Francisco de Macoris le entregó una placa como hijo distinguido.
En abril de 2018, colabora junto a los cantantes puertorriqueños Papi Wilo y Ñejo, para lanzar el tema "Sufriendo de Amor (Remix)". 

## Vida personal
Cuando era niño, su madre lo abandonó dejándolo al cuidado de su padre. Su padre también estuvo ausente, dejándolo al cuidado de sus abuelos por parte de su padre (los Valerio). Cuando tenía 10 años, su madre lo envió de regreso a casa solo en la ciudad en lugar de acompañar al niño por las calles peligrosas. Antes de dedicarse a la música, trabajó como sastre, ebanista y como Radio DJ. Su novia fue Nabila Tapia y tienen una hija. En julio de 2012, cumplió condena preventiva en la cárcel de San Cristóbal debido a que su exesposa lo acusó de violencia hacia ella, y de mostrar videos de ella en posiciones sexualmente comprometidas. Fue liberado de la cárcel en agosto de 2012 después de pagar una fianza de RD $ 100,000 y su exesposa recibió una orden de restricción.